# Henri Chomette (architecte)
 (novembre 2021).
Si vous disposez d'ouvrages ou d'articles de référence ou si vous connaissez des sites web de qualité traitant du thème abordé ici, merci de compléter l'article en donnant les références utiles à sa vérifiabilité et en les liant à la section « Notes et références ».
Pour les articles homonymes, voir Chomette.
Henri Chomette (né le 1er avril 1921 à Saint-Étienne et mort le 21 juillet 1995 à La Tronche) est un architecte français.
Diplômé de l'école des beaux-arts de Lyon, il est élève de Tony Garnier. Il poursuit ensuite ses études à l'école des beaux-arts de Paris, sous la houlette de Auguste Perret et d'Otello Zavaroni.
Il gagne le concours pour le palais Impérial d'Éthiopie en 1948 et s'installe en Éthiopie en 1949. Il fonde le Bureau d'Études Henri Chomette (BEHC).
Il est nommé architecte en chef de la ville d'Addis-Abeba de 1953 à 1959.

## Bâtiments
Société Générale Saint Nazaire

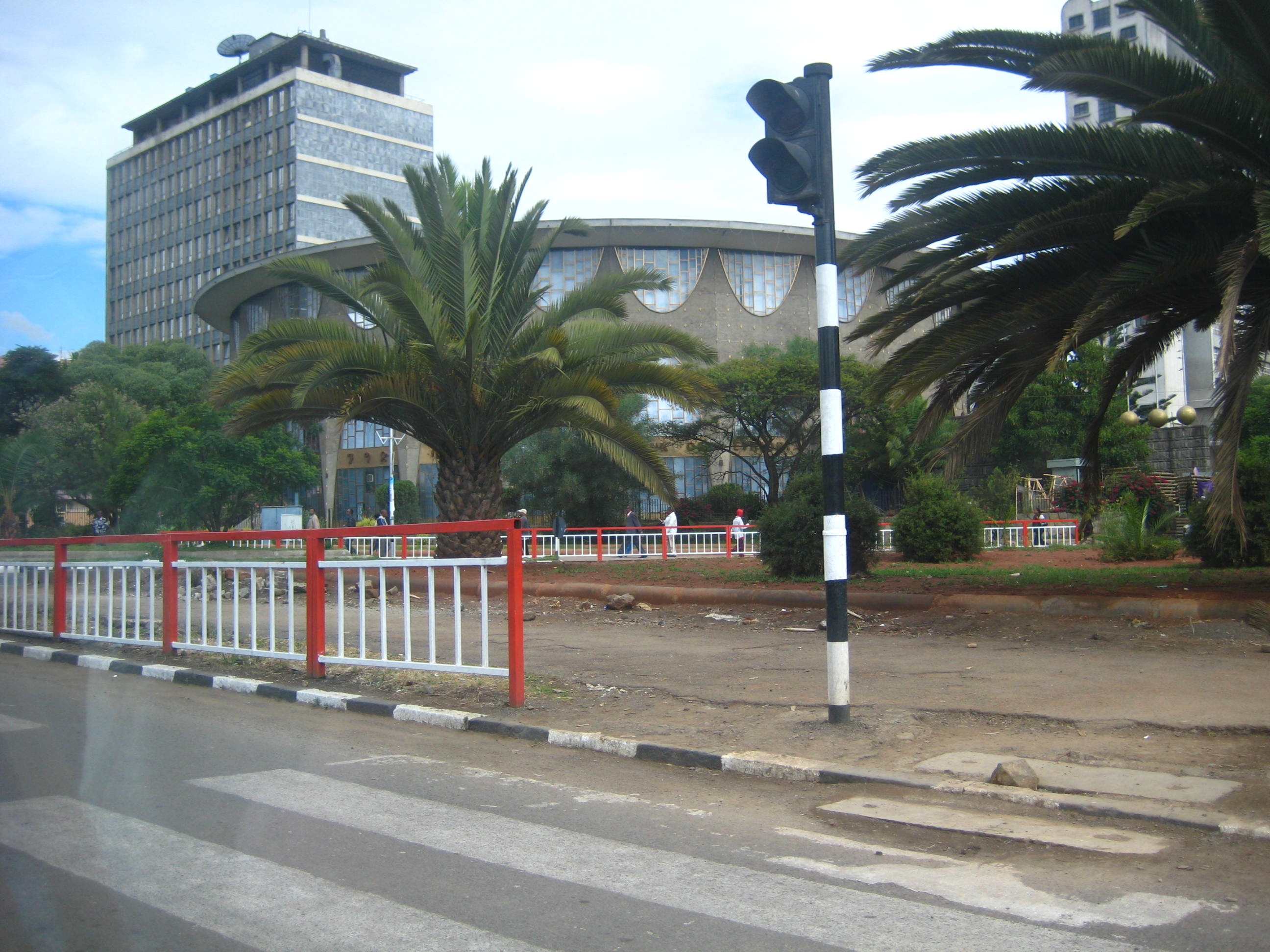
Banque Nationale / Commerciale d'Éthiopie, Addis Abeba

- Banque nationale / commerciale d'Éthiopie, Addis-Abeba, Éthiopie, 1953.
- Hôtel de ville d'Abidjan, Côte d'Ivoire 1956.
- Palais National du Bénin, Cotonou, 1963.
- Résidence de l'Europe, ZUP de Mons-en-Barœul, France, 1962.
- Pont Général-de-Gaulle à Abidjan, Côte d'Ivoire, 1964.
- Ambassade de France de Ouagadougou, Burkina Faso, 1966.
- Auditorium de Dakar, Sénégal.
- Centre de conférences de Dakar, Sénégal, 1979.
- École Luthérienne, Dakar, Sénégal, 1979.
- SOS Children's Village, Dakar, Senegal, 1979.
- Immeuble Société Générale, Brazzaville, Congo, 1949.